# Macrosqualodelphis
Macrosqualodelphis è un genere estinto di delfino di fiume vissuto nel Miocene inferiore, 18,78 milioni di anni fa (Burdigaliano), in quella che oggi è la Formazione Chilcatay del Bacino Pisco, in Perù. Il genere contiene una singola specie, ossia M. ukupachai.

## Descrizione
Macrosqualodelphis si distingue dagli altri squalodelphinidi primariamente per le sue dimensioni maggiori (3,5 metri di lunghezza), la minore rastremazione anteriore del rostro in vista dorsale, la cresta nucale sinistra a forma di U con prominenza antiorbitale superiore sui frontali e sui nasali al vertice, il margine laterale più sottile simile a una lama della porzione posteriore del rostro, una fossa temporale più voluminosa, e denti più grandi.